# Douy-la-Ramée
Douy-la-Ramée là một xã ở tỉnh Seine-et-Marne, thuộc vùng Île-de-France ở miền bắc nước Pháp.

## Dân số
Người dân ở Douy-la-Ramée được gọi là Doyacois.
Điều tra dân số năm 1999, xã này có dân số là 234.